# خوان غوميز (لاعب كرة قدم)
خوان غوميز (بالإسبانية: Juanma Gómez)‏ (و. 1981  م) هو لاعب كرة قدم، من إسبانيا، ولد في دون بينايتو، يلعب كلاعب وسط.

## روابط خارجية
- خوان غوميز على موقع قاعدة بيانات كرة القدم.إي يو (الإنجليزية)
- خوان غوميز على موقع Soccerway.com (الإنجليزية)
- خوان غوميز على موقع AS.com (الإسبانية)